# Work from Home
Work from Home is een single van de Amerikaanse meidengroep Fifth Harmony samen met de zanger Ty Dolla Sign. De single kwam uit op 26 februari 2016 als de leadsingle van hun tweede studioalbum 7/27. "Work from Home" is geschreven door Joshua Coleman, Jude Demorest, Tyrone Griffin, Jr., Alexander Izquierdo en Brian Lee.

## Achtergrondinformatie
Het nummer zou eigenlijk "Work" geheten hebben, maar doordat zangeres Rihanna in die zelfde maand het nummer "Work" had uitgebracht, hebben ze de naam uiteindelijk veranderd naar "Work from Home" om verwarring te verkomen. Het nummer was voor het eerst te horen tijdens de Elvis Duran and the Morning Show op 26 februari 2016. Vanaf 1 maart 2016 is het nummer ook te horen op de Amerikaanse radiostations.
"Work from Home" kwam binnen op de twaalfde plek in de Billboard Hot 100 en de single werd 80.000 keer gedownload in de eerste week. In de tiende week bereikte het nummer de vijfde plek en werd daarmee hun hoogste notering in de Amerikaanse hitlijsten. Daarmee werd het de eerste single van een meidengroep die de top 5 behaald heeft in de Verenigde Staten. In Nederland en Nieuw-Zeeland behaalde "Work from Home" de nummer 1-positie. In achttien andere landen behaalde het nummer een plek binnen de top 10.

## Videoclip
De bijhorende videoclip werd op 26 februari 2016 uitgebracht en is geregisseerd door Director X. Vijf dagen na het uitbrengen van de videoclip is de video al meer dan 100 miljoen keer bekeken op YouTube. Inmiddels (augustus 2020) is de videoclip ruim 2,3 miljard keer bekeken.

## Hitnoteringen

### Nederlandse Top 40
| Hitnotering: 19-03-2016 t/m 30-07-2016 | Hitnotering: 19-03-2016 t/m 30-07-2016 | Hitnotering: 19-03-2016 t/m 30-07-2016 | Hitnotering: 19-03-2016 t/m 30-07-2016 | Hitnotering: 19-03-2016 t/m 30-07-2016 | Hitnotering: 19-03-2016 t/m 30-07-2016 | Hitnotering: 19-03-2016 t/m 30-07-2016 | Hitnotering: 19-03-2016 t/m 30-07-2016 | Hitnotering: 19-03-2016 t/m 30-07-2016 | Hitnotering: 19-03-2016 t/m 30-07-2016 | Hitnotering: 19-03-2016 t/m 30-07-2016 | Hitnotering: 19-03-2016 t/m 30-07-2016 |
| Week:                                  | 1                                      | 2                                      | 3                                      | 4                                      | 5                                      | 6                                      | 7                                      | 8                                      | 9                                      | 10                                     | 11                                     |
| -------------------------------------- | -------------------------------------- | -------------------------------------- | -------------------------------------- | -------------------------------------- | -------------------------------------- | -------------------------------------- | -------------------------------------- | -------------------------------------- | -------------------------------------- | -------------------------------------- | -------------------------------------- |
| Positie:                               | 29                                     | 17                                     | 10                                     | 4                                      | 2                                      | 1                                      | 2                                      | 3                                      | 3                                      | 6                                      | 7                                      |
| Week:                                  | 12                                     | 13                                     | 14                                     | 15                                     | 16                                     | 17                                     | 18                                     | 19                                     | 20                                     |                                        |                                        |
| Positie:                               | 8                                      | 10                                     | 11                                     | 15                                     | 19                                     | 21                                     | 24                                     | 32                                     | 37                                     | uit                                    |                                        |

### NederlandseSingle Top 100
| Hitnotering: 05-03-2016 t/m 08-10-2016 | Hitnotering: 05-03-2016 t/m 08-10-2016 | Hitnotering: 05-03-2016 t/m 08-10-2016 | Hitnotering: 05-03-2016 t/m 08-10-2016 | Hitnotering: 05-03-2016 t/m 08-10-2016 | Hitnotering: 05-03-2016 t/m 08-10-2016 | Hitnotering: 05-03-2016 t/m 08-10-2016 | Hitnotering: 05-03-2016 t/m 08-10-2016 | Hitnotering: 05-03-2016 t/m 08-10-2016 | Hitnotering: 05-03-2016 t/m 08-10-2016 | Hitnotering: 05-03-2016 t/m 08-10-2016 | Hitnotering: 05-03-2016 t/m 08-10-2016 | Hitnotering: 05-03-2016 t/m 08-10-2016 | Hitnotering: 05-03-2016 t/m 08-10-2016 | Hitnotering: 05-03-2016 t/m 08-10-2016 | Hitnotering: 05-03-2016 t/m 08-10-2016 | Hitnotering: 05-03-2016 t/m 08-10-2016 | Hitnotering: 05-03-2016 t/m 08-10-2016 |
| Week:                                  | 1                                      | 2                                      | 3                                      | 4                                      | 5                                      | 6                                      | 7                                      | 8                                      | 9                                      | 10                                     | 11                                     | 12                                     | 13                                     | 14                                     | 15                                     | 16                                     | 17                                     |
| -------------------------------------- | -------------------------------------- | -------------------------------------- | -------------------------------------- | -------------------------------------- | -------------------------------------- | -------------------------------------- | -------------------------------------- | -------------------------------------- | -------------------------------------- | -------------------------------------- | -------------------------------------- | -------------------------------------- | -------------------------------------- | -------------------------------------- | -------------------------------------- | -------------------------------------- | -------------------------------------- |
| Positie:                               | 55                                     | 24                                     | 16                                     | 11                                     | 6                                      | 2                                      | 1                                      | 3                                      | 3                                      | 3                                      | 4                                      | 7                                      | 9                                      | 11                                     | 16                                     | 18                                     | 19                                     |
| Week:                                  | 18                                     | 19                                     | 20                                     | 21                                     | 22                                     | 23                                     | 24                                     | 25                                     | 26                                     | 27                                     | 28                                     | 29                                     | 30                                     | 31                                     | 32                                     |                                        |                                        |
| Positie:                               | 16                                     | 21                                     | 25                                     | 25                                     | 27                                     | 35                                     | 43                                     | 48                                     | 46                                     | 55                                     | 65                                     | 69                                     | 74                                     | 78                                     | 94                                     | uit                                    |                                        |

### NederlandseMega Top 50
| Hitnotering: 05-03-2016 t/m 13-08-2016 | Hitnotering: 05-03-2016 t/m 13-08-2016 | Hitnotering: 05-03-2016 t/m 13-08-2016 | Hitnotering: 05-03-2016 t/m 13-08-2016 | Hitnotering: 05-03-2016 t/m 13-08-2016 | Hitnotering: 05-03-2016 t/m 13-08-2016 | Hitnotering: 05-03-2016 t/m 13-08-2016 | Hitnotering: 05-03-2016 t/m 13-08-2016 | Hitnotering: 05-03-2016 t/m 13-08-2016 | Hitnotering: 05-03-2016 t/m 13-08-2016 | Hitnotering: 05-03-2016 t/m 13-08-2016 | Hitnotering: 05-03-2016 t/m 13-08-2016 | Hitnotering: 05-03-2016 t/m 13-08-2016 | Hitnotering: 05-03-2016 t/m 13-08-2016 |
| Week:                                  | 1                                      | 2                                      | 3                                      | 4                                      | 5                                      | 6                                      | 7                                      | 8                                      | 9                                      | 10                                     | 11                                     | 12                                     | 13                                     |
| -------------------------------------- | -------------------------------------- | -------------------------------------- | -------------------------------------- | -------------------------------------- | -------------------------------------- | -------------------------------------- | -------------------------------------- | -------------------------------------- | -------------------------------------- | -------------------------------------- | -------------------------------------- | -------------------------------------- | -------------------------------------- |
| Positie:                               | 50                                     | 40                                     | 29                                     | 20                                     | 8                                      | 4                                      | 2                                      | 1                                      | 2                                      | 2                                      | 3                                      | 5                                      | 8                                      |
| Week:                                  | 14                                     | 15                                     | 16                                     | 17                                     | 18                                     | 19                                     | 20                                     | 21                                     | 22                                     | 23                                     | 24                                     |                                        |                                        |
| Positie:                               | 6                                      | 9                                      | 13                                     | 14                                     | 14                                     | 17                                     | 19                                     | 26                                     | 32                                     | 37                                     | 43                                     | uit                                    |                                        |

## Releasedata
| Land                | Releasedatum     | Formaat        | Label            |
| ------------------- | ---------------- | -------------- | ---------------- |
| Verenigde Staten    | 26 februari 2016 | Muziekdownload | Epic, Syco, Sony |
| Verenigd Koninkrijk | 26 februari 2016 | Muziekdownload | Epic, Syco, Sony |
| Wereldwijd          | 26 februari 2016 | Muziekdownload | Epic, Syco, Sony |
| Verenigde Staten    | 1 maart 2016     | Radio          | Epic             |